# Трістан Корб'єр
Трістан Корб'єр (фр. Tristan Corbière, власне Едуар-Жоакен Корб'єр; 18 липня 1845, Морле — 1 березня 1875, там само) — французький поет-символіст, якого зараховують до «прóклятих поетів».

## Біографія
Едуар-Жоакен Корб'єр народився 18 липня 1845 в невеликому морському містечку Морле, в Бретані. Його батьком був Жан Антуан Едуард Корб'єр-старший, морський вовк, капітан далекого плавання. За свідченнями сучасників, він був вільною і безстрашною людиною, зацькованим романтиком і вольтер'янцем. Він багато подорожував, про що писав у своїх нотатках, які друкувалися в різних французьких журналах; часто потрапляв у різні неприємності, відсидів у в'язниці, а потім втомлений від довгих мандрів, влаштувався в маленькому містечку Морле, де одружився з майбутньою матір'ю Трістана Анжелікою Корб'єр Пюйо, яка була молодша за чоловіка на 33 роки. Усього в родині було троє дітей, найстаршим з яких був Трістан. Едуар-Жоакен провів своє дитинство в маєтку Лоне, неподалік від Морле. Коли йому виповнилося 14 років, його батьки вирішили відправити сина в імператорський пансіон Сен-Бріє. Але незабаром успішне навчання Корб'єра довелося перевати через захворюювання на астму та суглобовий ревматизм, який згодом перейшов у сухоти, тож він був не в змозі продовжувати навчання, й було вирішено, що наразі він житиме у свого дядька-лікаря, який мав власний будинок у Нанті. Там Едуар-Жоакен ходив у місцеву школу, але вже через два роки хвороба змушує його знову перервати заняття.
Щоб полегшити страждання від недуги, Корб'єр вирішив здійснити подорож теплими морями. Але вона не принесла жодного суттєвого покращення стану здоров'я. Після подорожі він оселився на березі океану, в містечку Роскоф, де його батько мав невеликий будинок. Тут він часто виходив у море на маленькій яхті свого батька «Невільниче судно» (за назвою найпопулярнішого роману його батька), малював, а також почав писати свої перші вірші. Місцеві жителі дали йому бретонське прізвисько «Ан Анку», що дослівно означає «Привид смерті». Він сам визнавав, що з виду був негарний і в чомусь навіть страшний: худе тіло, великий зріст, скуйовджене волосся; він вважав себе нікчемною, не пристосованою до життя людиною, доля якої читання і творчість. В той час він потоваришував з деякими французькими поетами, які навідувалися влітку до Роскофа. Згодом з одним із них він вирушив у довгу подорож по Італії. Там він познайомився з графом Родольфо де Баттіні та його коханою — італійською актрисою Армідою-Джозефіною Куччіані, яка виступала під сценічним псевдонімом Ермінь, проте сам Корб'єр завжди називав її «Марселла». Корб'єр був закоханий в Куччіані, ця любов помітно позначилася на його творчості. Після Італії він вирушив до Парижа, щоб там знову зустрітися з Куччіані. Проте стосунки у них не склалися, й незабаром італійська актриса покинула хворого поета. 1873 року Корб'єр опублікував коштом свого батька єдину власну книжку «Крива любов». Вона залишилася цілком непоміченою в Парижі, тож згодом Корб'єр поверрувся до Бретані. Тут він далі пише вірші, але воони не приносять йому задоволення.
1 березня 1875 Едуар-Жоакен Корб'єр помер від сухот у власному будинку.

## Твори
«Крива любов» (фр. «Les Amours jaunes») — книга гротескно-іронічній лірики, єдина збірка віршів Корб'єра, яка вийшла друком 1873 року. Назва цієї збірки навіяна аналогією з французькими ідіомами «жовтий гнів» — бурхлива лють, сильне подратування, і «жовта посмішка» — крива, втомлена, вимучена посмішка. У цю збірку ввійшли практично всі написані поетом вірші. Не ввійшли лише декілька юнацьких віршів і дванадцять віршів, які були знайдені і опубліковані посмертно. Оригінал книжки супроводжувався присвятою: «Кораблю невільників» (1832) — найвідомішому романові батька Трістана. 1891 року книжку було перевидано в тому ж вигляді. У серпні 1883 року в паризькому літературному тижневику «Лютеція» з'явився нарис Поля Верлена, присвячений творчості Корб'єра. Стаття про нього стала першою у збірнику «Статей про проклятих поетів».
«Крива любов» глибоко вплинула на Томаса Еліота. Так, один з франкомовних віршів Томаса Еліота «Melange adultère de tout» [Архівовано 22 грудня 2015 у Wayback Machine.] (українською можна перекласти як «Перелюбна суміш усього сущого») своєю назвою і стилістикою наслідує Корб'єра. Творчість Корб'єра вплинула також на багатьох інших наступних поетів-модерністів [Архівовано 14 січня 2016 у Wayback Machine.] (S. Cushman et al eds., The Princeton Encyclopedia of Poetry and Poetics (2012) p. 891.

## Українські переклади
Поезії Трістана Корб'єра українською мовою перекладали Михайло Драй-Хмара, Микола Терещенко та Євгенія Кононенко.